# Поднебесная № 1
«Поднебесная № 1» — сборник, составленный из 12 песен, присланных разными исполнителями, а также записанных во время съёмок реалити-шоу «„Тату“ в Поднебесной» в 2004 году.

## Список композиций
1. Миша Ходаревский, Дима Шумков — Digital pussy
2. Лена Катина — «Белочка»
3. n.A.T.o. — «Чорчовон»
4. МАО — «Володя Путин»
5. Бонч Бру Бонч — «Законы просты»
6. Хеля — «Найду»
7. Xudoznik — «Радиошторм»
8. Витя Шимченко — «Смысла нет»
9. ОРКРИСТ — «Планета»
10. Катя Нечаева — «Не ждала»
11. Маша Макарова — «Х. В.»
12. Fly_Dream — «Между небом»
13. 7Б — «Инопланетен»

## «Володя Путин»
Из вошедших в сборник композиций наибольший резонанс вызвала песня «Володя Путин» группы «Московский асвабадительный оркестр» (МАО). Песня записана в жанре даб-поэзии и посвящена теме легализации употребления канабиноидов. В ней содержится обращение к президенту России Владимиру Путину:
Давай договоримся. Вместе дунем,

Ведь мы же ходим под одним и тем же небом.

Зачем ты меня паришь?

Зачем ты меня палишь?

Володя Путин, давай замутим.

Приколотим, дунем.

Легализуем.

Как свободу — на всей территории России.
Как отмечалось в пресс-релизе, песня является «искренним музыкальным предложением Самому Чуваку — президенту России — от московских растаманов». Исполняет песню участник МАО по прозвищу Супчик.
Журналист и телеведущий Максим Кононенко (известный в Рунете как Mr. Parker) сказал, что «исполнение этой песни каким-то „Московским Асвабадительным оркестром“ можно смело назвать самым отвратительным пением, которое я слышал за последние пять лет». Газета «Коммерсантъ» назвала песню «приземленной формой тинейджерской коммуникации — хип-хопом». Фрагмент прозвучал в программе «Радио Свобода», посвящённой песням о деятельности Путина.
«Новая газета» писала о песне:
Ребята из «Московского Асвабадительного оркестра» призывают Путина на путь своих — молодёжных — реформ: «Володя Путин, давай замутим, приколотим, дунем. Легализуем, как свободу, на всей территории. Подумаем, как нам обустроить Россию». Они уважительно называют президента Растой новой эры и призывают помнить, что рожден он не для Вавилона, а для свободы.